# Free! (漫画)
『Free!』（フリー）は、GANによる日本の4コマ漫画。『まんがタイムきららMAX』（芳文社）誌上で2010年12月号にゲスト掲載されたのち、2011年10月号から2014年6月号にかけて連載された。途中2013年6月号から2014年2月号までは「のっぴきならぬ」事情により一時的に休載となるが、この間は同誌読者ページ「MAX MAIL BOX」にて「FREE! SPACE」として掲載自体は継続。
自由人アトリ、常識人ミサキ、ツンデレキスカ、受難人トモエの個性豊かな女子高生4人とその周りによるゆるめのハイスクールコメディ4コマ作品。

## 登場人物
五十嵐 アトリ（いがらし アトリ）
誕生日：8月15日、星座：獅子座、血液型：AB型、アトリは漢字表記では『亜鳥』。
好きなもの：ゲーム、お祭り、遊び全般／嫌いなもの：ピーマン、説教
家族構成：父、母、弟（シンノスケ）、犬（ジョン）
成績：国：3、数：1、理：2、社：3、英：2、体：5、美：2、家：2
本作の主人公で自由人。長いポニーテールとアホ毛が特徴。
基本的に馬鹿だが、運動神経だけは無駄に良い。
幼少の時からゲームが大好きであり、1度ハマったゲームは徹夜プレイが当たり前である。
好きなゲームのジャンルはRPG、ACT。
負けず嫌いな所があり、好奇心旺盛。
色々なものに興味を持つが飽きやすい。
時折ギャグ等でボケたり、イタズラをしたりして、そのたびにミサキやキスカにツッコまれるが、友達思いなところがある。
地域の人達には顔が知られており、人気者である。
いつも元気いっぱいではあるが、体調が悪化すると大人しくなる。
中学時代から愛用している携帯電話は使いやすさと頑丈さに加えて、防塵・防水機能付きの優れものである。
イメージカラーは青。
門倉 ミサキ（かどくら ミサキ）
誕生日：9月6日、星座：乙女座、血液型：A型、ミサキは漢字表記では美咲。
好きなもの：読書、甘味物、特売日／嫌いなもの：虫全般、辛い食べ物
家族構成：父、母、姉
成績：国：5、数：3、理：4、社：5、英：4、体：3、美：4、家：5
アトリのクラスメイト。髪を2つに縛っており、結構な癖毛。
アトリとは幼馴染であり、幼稚園時代からの腐れ縁である。
本作のツッコミ担当であり、常識人。
生真面目で几帳面。男っぽい口調であり、ボーイッシュな私服が多めであるが、その一方で料理や手芸が得意という家庭的な一面も備えている。
幼少時から活字に親しんでおり、読む小説のジャンルはホラー、ミステリー中心である。そのためかそれらに関する知識は豊富である。
目が悪く、眼鏡をかけていたが、高校時代では家以外ではコンタクトをしている。
虫全般が大の苦手であり、その苦手っぷりは泣き叫ぶか最悪気絶してしまうほどである。
他のキャラよりも発育が良く、そのレベルは学園でもトップレベルであるが、本人はそのことを少し気にしている。
家がボロく、貧しいためか家計的に考えることが多く、また、他のみんなに隠して衣装を作り、オークションで売ったりしている。
イメージカラーは紫。
御手洗・キスカ・姫子（みたらい・キスカ・ひめこ）
誕生日：12月24日、星座：射手座、血液型：A型
好きなもの：可愛いもの／嫌いなもの：子ども扱いされること
成績：国：5、数：5、理：5、社：5、英：5、体：2、美：2、家：2
家族構成：父、母
アトリのクラスメイト。ツインテールとカチューシャが特徴。基本的に強がりなツンデレ。アトリからは姫ちゃん、ミサキやトモエからはキスカちゃんと呼ばれている。
日本人の父と英国人の母を持つハーフのお嬢様。
身長は小学生並みだが、れっきとした高校生である。
運動音痴だが、飛びぬけた頭脳の持ち主であり、それ以外の成績は極めて優秀である。
小さい、可愛らしいといった子ども扱いされることが嫌で、大人の女性に憧れているが、見た目に違わぬお子様なものが趣味だったりする。
怖いものが大の苦手。また機械音痴である。
5歳の誕生日にもらったクマのぬいぐるみが、数あるコレクションの中でも一番のお気に入りであり、高校生になった今でも毎晩一緒に寝ている。
イメージカラーは黄。
松岡 トモエ（まつおか トモエ）
誕生日：4月25日、星座：牡牛座、血液型：O型、トモエは漢字表記では巴。
好きなもの：食べること、日向ぼっこ／嫌いなもの：早起き
家族構成：父、母、妹（こずえ）
成績：国：4、数：3、理：3、社：3、英：3、体：2、美：1、家：2
アトリのクラスメイト。髪はロングヘアー。他人より眉毛が太く、本人は気にしている。剃っても一晩で生えて元通りになる。
天然でおっとり系。時折強情だが普段は優しく思いやりがある。
頑張り屋であるがなかなか努力が実ることがない。また、よく不幸なことに巻き込まれる受難人だが、まれに幸運がやってくることがある。
また、かなりの大食いであるが、食べても太らない体質のせいか、体重に影響はない。
大好物は「フリーダムバーガー」の人気商品「ダブルミートバーガー」。
小学生時代に習字を習っており、字は綺麗だが、絵が壊滅的に下手。
イメージカラーは緑。
五十嵐 シンノスケ（いがらし シンノスケ）
アトリの弟。アトリからはシンと呼ばれている。姉のアトリがアホ毛に対して触覚がある。
松岡 こずえ（まつおか こずえ）
トモエの妹。中学3年生。14歳。姉のトモエと同じく眉毛が太く、ショートヘアーな所を除けばトモエに似た容姿をしている。
姉のことをよく分かっており、しっかりしている。
稲葉 サエコ（いなば サエコ）
アトリ達の隣のクラスである1-3の学級委員長。三つ編みにした髪と眼鏡が特徴。サエコは漢字表記では冴子。
アトリ達のクラスである1-4を目の敵としており、1-3を何とかして勝たせようと企むが、一度も成功したことがない。
一ノ瀬 ユウ（いちのせ ユウ）
1-3の学級委員長であるサエコの補佐A。髪を真ん中に1つにお団子にしているのが特徴。
表情をあまり変えないクール系。
藤宮 アリサ（ふじみや アリサ）
1-3の学級委員長であるサエコの補佐B。髪はロングヘアー。口元の右下にほくろがある。
いつもニコニコしている。データベース。
三神先生（みかみせんせい）
アトリ達のクラスである1-4の担任。担当教科は化学。
アトリに負けないくらいのゲーマーであり、ジャンクフーダー。
教師としてきちんとした指導をしているが、生徒をからかったり生徒に対してセクハラまがいの発言をしたりと、時折教師らしからぬ行動をとる。
土門先生（どもんせんせい）
サエコ達のクラスである1-3の担任。担当教科は世界史。
物凄く熱血であり、それが原因で人の話を聞かないこともある。
校長先生（こうちょうせんせい）
アトリ達の通う桜花学園の校長先生。アフロと立派な髭が特徴。
桜花学園の旧校舎にミーちゃんという捨て猫を飼っている。

### 用語
桜花学園（おうかがくえん）
アトリ達の通う高校。通称桜学。建物は3階建て。
使われなくなった旧校舎には、演劇部の霊や、トイレのスケ子さん、校長先生に関する怪奇現象が出るという噂がある。
ハムきんちゃく
本作に登場するマスコット。ぷにぷにしていて可愛いのが特徴。
アトリの携帯ストラップにもなっている。
キスカが大変気に入っている。
あとがきでは担当のデザインに使用されている。

## 書誌情報
芳文社より、「まんがタイムKRコミックス」として刊行されている。
1. 2012年10月27日発売[9] 2012年11月11日初版発行 ISBN 978-4-8322-4213-5[注 9]